# Bronzo statuario
Il bronzo statuario, così denominato in genere nelle fonderie artistiche, è un materiale metallico costituito dall'80-90% circa di rame in lega con stagno e/o zinco, metalli "fluidificanti" che a seconda della loro quantità conferiscono alla lega un colore che va dal giallo oro al rosso rame.
Se non c'è specifica richiesta, è il fonditore che decide le percentuali dei componenti di cui sarà composta la lega di bronzo a seconda delle difficoltà che incontra nel realizzare l'oggetto, la scultura o quant'altro.
Con la scoperta di nuovi metalli si è abbandonata la primordiale lega di bronzo composta da rame e stagno, creando nuove leghe aventi sempre come base il rame ed usando come alliganti altri metalli, come zinco, alluminio, magnesio, silicio, manganese o ferro. Queste nuove leghe, che hanno caratteristiche e resistenze particolari, sono utilizzate, come bronzo, in vari campi di utilizzo, tra cui meccanica motoristica, navale e aeronautica.

## Passivazione
Il bronzo è soggetto al fenomeno della passivazione, che consiste in una corrosione superficiale del materiale con creazione di un film di ossido molto sottile e compatto, che, risultando impermeabile all'ossigeno presente nell'aria, ne ostacola la penetrazione all'interno del materiale e quindi blocca il fenomeno della corrosione al solo strato superficiale, che assume per tale motivo una tipica colorazione verde rame, caratteristica dell'ossido.
Grazie alla passivazione, il bronzo (e in particolare il bronzo statuario) risulta particolarmente resistente agli agenti atmosferici.